# کاروبیو دیی آنجلی
کاروبیو دیی آنجلی (به ایتالیایی: Carobbio degli Angeli) یک کومونه در ایتالیا است که در استان برگامو واقع شده‌است. کاروبیو دیی آنجلی ۶٫۷ کیلومتر مربع مساحت و ۴٬۶۱۹ نفر جمعیت دارد و ۲۳۲ متر بالاتر از سطح دریا واقع شده‌است.